# مهمات آتش‌زا

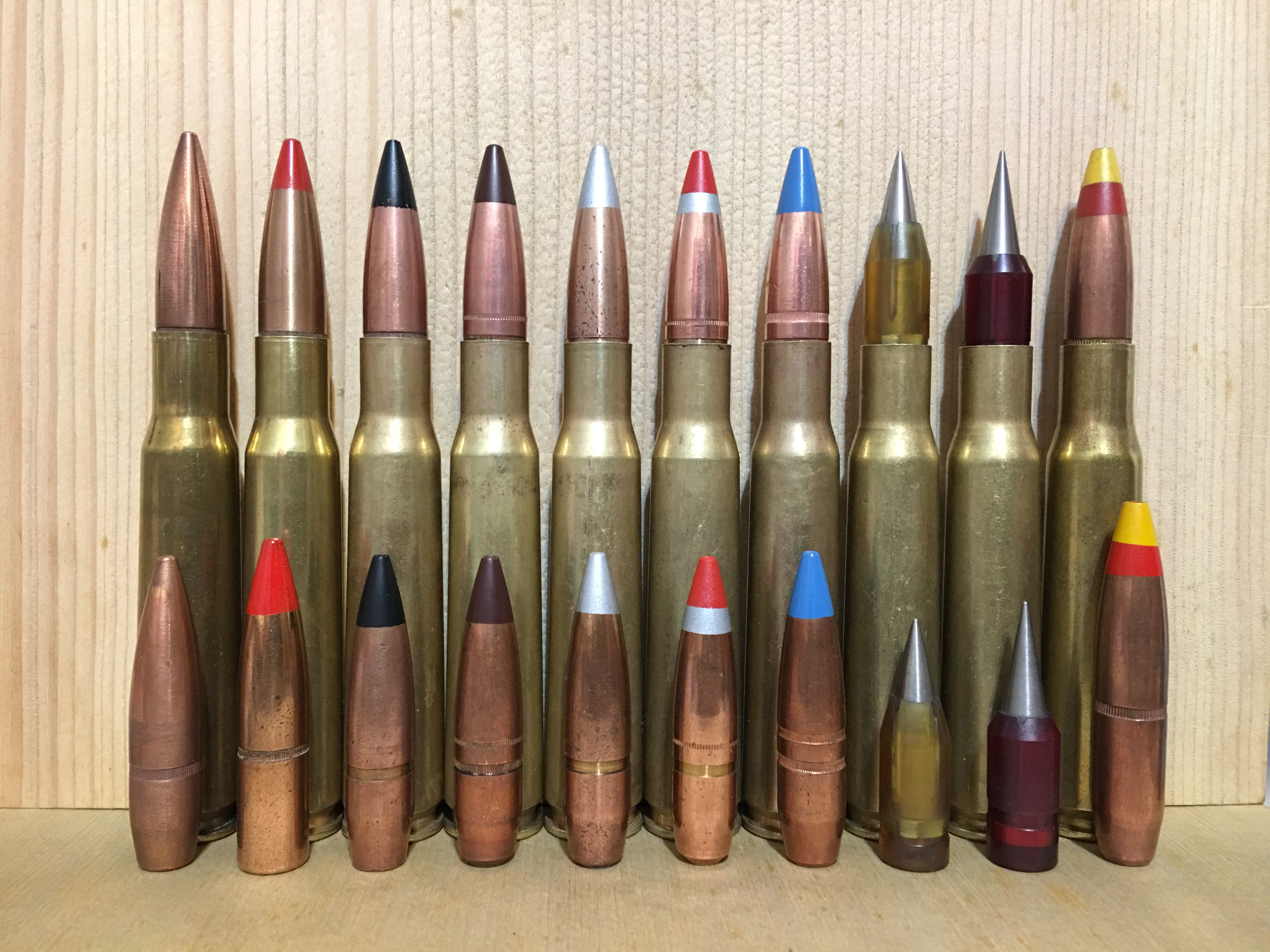
ردیف بالا فشنگ‌ها و ردیف پایین گلوله‌های کالیبر ۵۰ بی‌ام‌جی از چپ به راست:
فشنگ معمولی ام۲، (نوک بی‌رنگ)
فشنگ رسام ام۱ (نوک قرمز)،
فشنگ ضدزره ام۲ (نوک مشکی)،
فشنگ رسام ام۱۷ (نوک قهوه‌ای)،
فشنگ ضدزره آتش‌زا ام۸ (نوک نقره‌ای)،
فشنگ ضدزره آتش‌زا رسام ام۲۰ (نوک قرمز/نقره‌ای)،
فشنگ آتش‌زا ام۱ (نوک آبی)،
فشنگ زیر کالیبر کفشک ضدزره سبک ام۹۰۳ (نوک نقره‌ای/برنجی)،
فشنگ زیر کالیبر کفشک ضدزره رسام سبک ام۹۶۲ (نوک نقره‌ای/جگری)،
فشنگ هدف یاب رسام ایکس‌ام۱۵۶ (نوک زرد/قرمز)

مهمات آتش‌زا (انگلیسی: Incendiary ammunition) نوعی مهمات حاوی ماده شیمیایی است که با برخورد به مانع سخت، این ویژگی را دارد که باعث آتش‌سوزی یا ایجاد مواد قابل اشتعال در مجاورت برخورد با آتش می‌شود.